# Bledius bernhaueri
Bledius bernhaueri är en skalbaggsart som beskrevs av Bertil Robert Poppius 1909. Bledius bernhaueri ingår i släktet Bledius, och familjen kortvingar. Enligt den finländska rödlistan är arten sårbar i Finland. Arten är reproducerande i Sverige. Artens livsmiljö är sandstränder vid sötvatten.